# Expedition 1

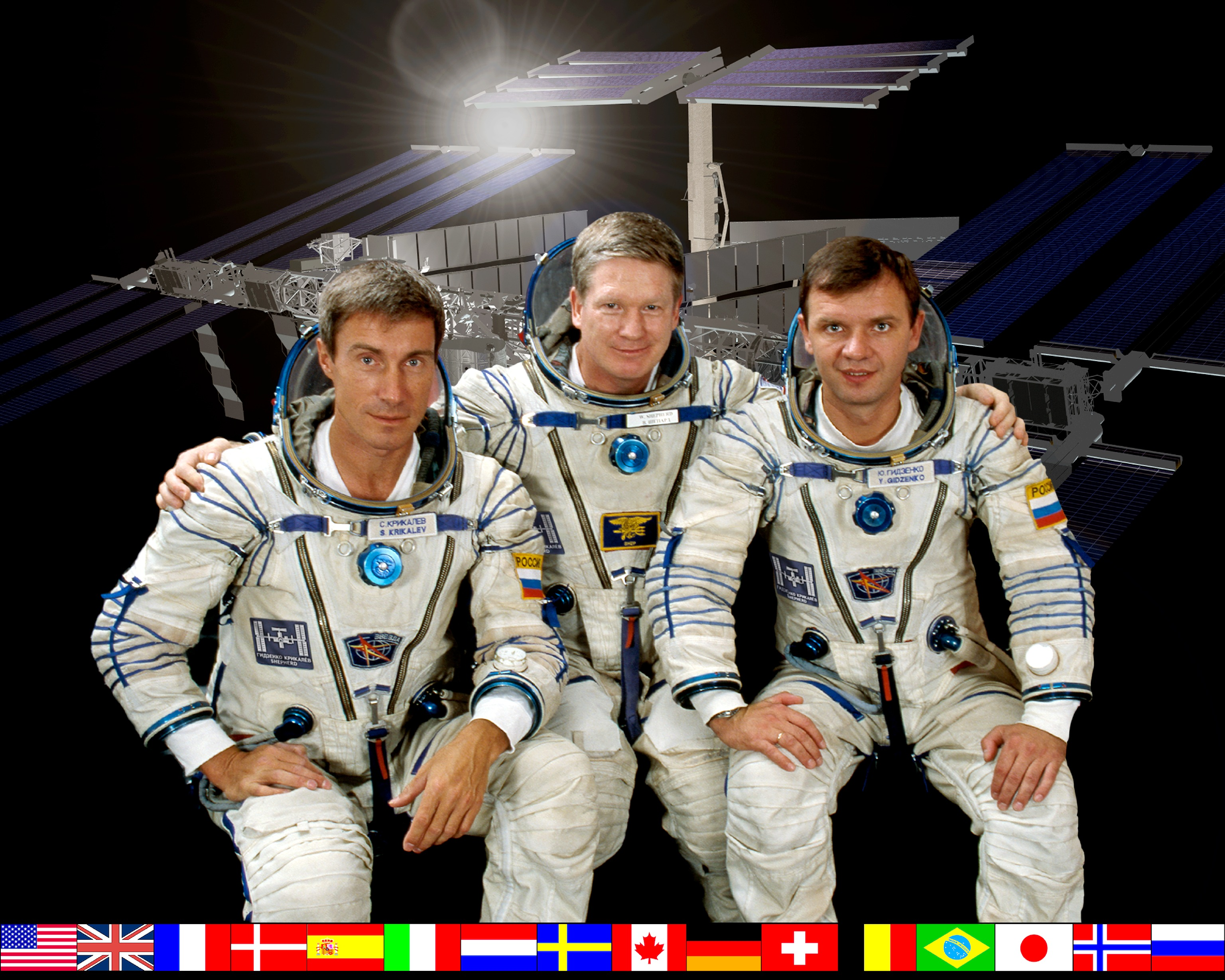
Expedition 1 besättning.

Expedition 1 var den 1:a expeditionen till Internationella rymdstationen (ISS). Expeditionen började den 2 november 2000 med Sojuz TM-31 som sedan återvände med Expedition 2:s besättning till jorden från ISS. Expedition 1 avslutades med att rymdfärjan Discovery under flygningen STS-102 återvände till jorden med Expedition 1:s besättning.

## Utbyggnad av stationen
Under Expedition 1 levererades och installerades den första uppsättningen av amerikanska solpaneler av rymdfärjan Endeavour under flygningen kallad STS-97.
Även den amerikanska laboratoriemodulen Destiny, levererades och installerades under Expedition 1. Modulen levererades av rymdfärjan Atlantis under flygningen kallad STS-98.

## Besättning
| Position       | (2 november 2000 - 18 mars 2001)               |
| -------------- | ---------------------------------------------- |
| Befälhavare    | William M. Shepherd, NASA Hans fjärde rymdfärd |
| Flygingenjör 1 | Jurij Gidzenko, RSA Hans andra rymdfärd        |
| Flygingenjör 2 | Sergej Krikaljov, RSA Hans femte rymdfärd      |

I reservbesättningen ingick:
- Kenneth D. Bowersox, kommendör -
- Vladimir Dezjurov, flygingenjör -
- Michail Tiurin, flygingenjör -